# Sphérocytose
 (avril 2018).
Si vous disposez d'ouvrages ou d'articles de référence ou si vous connaissez des sites web de qualité traitant du thème abordé ici, merci de compléter l'article en donnant les références utiles à sa vérifiabilité et en les liant à la section « Notes et références ».
La sphérocytose héréditaire est une forme d’anémie hémolytique chronique d’origine génétique, le plus souvent autosomique dominante, bien que des formes récessives existent. Elle est causée par des défauts qualitatifs ou quantitatifs des protéines de la membrane du globule rouge, notamment la spectrine, l’ankyrine, la protéine de la bande 3 ou la protéine 4.2. Ces anomalies altèrent le cytosquelette membranaire, réduisant la stabilité de la membrane érythrocytaire et entraînant la perte de fragments membranaires au fil du temps.
En conséquence, les globules rouges deviennent sphériques (sphérocytes) au lieu d’avoir leur forme normale biconcave. Cette nouvelle forme est moins déformable, ce qui les rend incapables de passer par les sinusoïdes spléniques sans être reconnus et détruits par les macrophages du système réticulo-endothélial, provoquant ainsi une hémolyse extravasculaire chronique, surtout dans la rate.
Cliniquement, la sphérocytose se manifeste par une anémie, une ictère intermittent, une splénomégalie, et parfois la formation de calculs biliaires en raison de l’hyperbilirubinémie chronique. Le diagnostic repose sur la numération formule sanguine, la frotti sanguin (montrant des sphérocytes sans zone centrale pâle), et des tests spécifiques comme le test de fragilité osmotique, le test EMA (éosin-5′-maleimide binding) ou la cytométrie de flux.

Le traitement dépend de la sévérité : il peut être conservateur dans les formes légères, ou inclure une splénectomie dans les cas modérés à sévères, ce qui permet de réduire l’hémolyse mais expose à un risque infectieux accru.

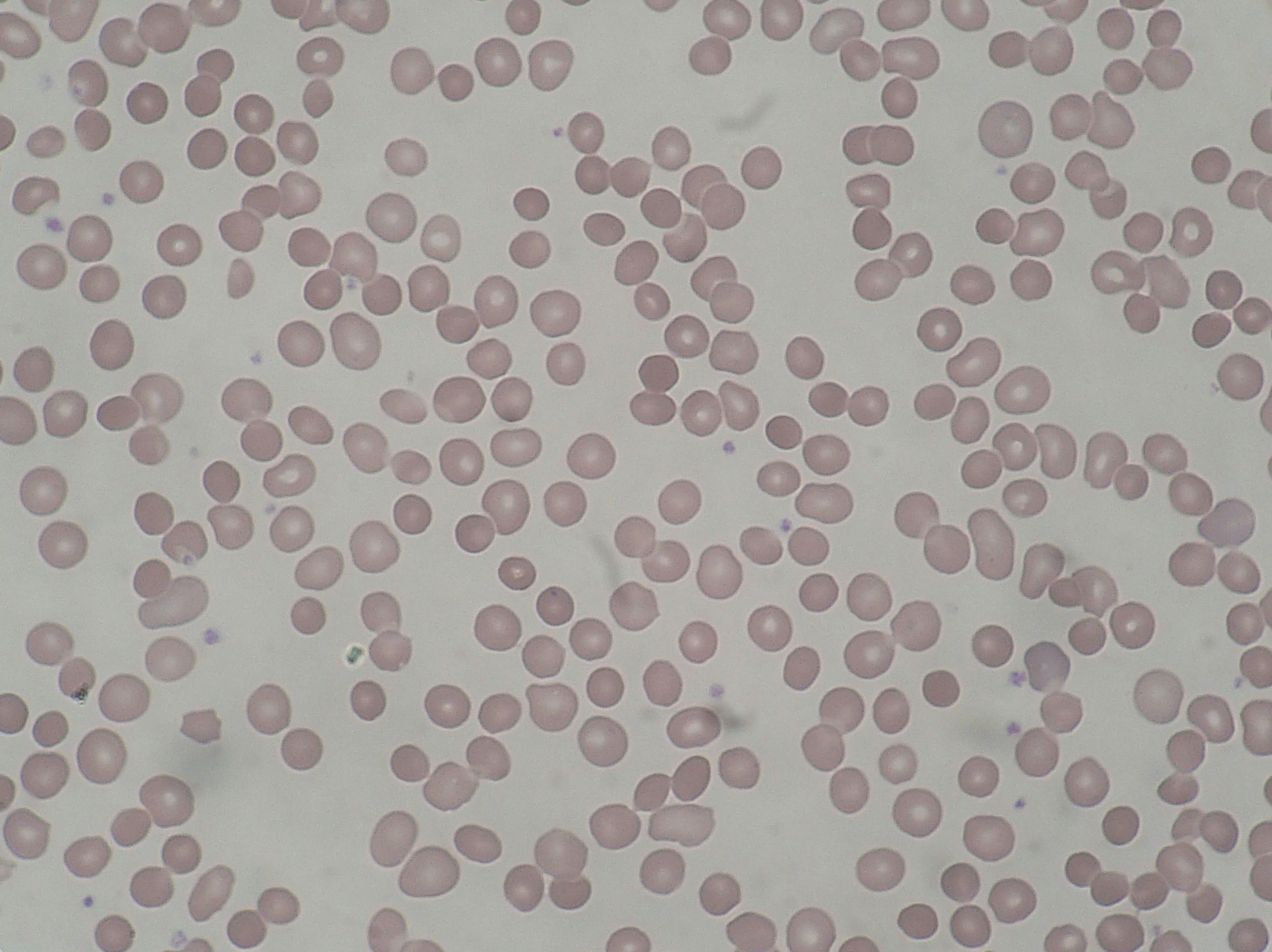
Frottis sanguin d'un patient présentant une sphérocytose héréditaire

Bolton-Maggs PHB, Langer JC, Iolascon A, Tittensor P, King MJ. Guidelines for the diagnosis and management of hereditary spherocytosis. British Journal of Haematology. 2012;156(1):37–49. https://pubmed.ncbi.nlm.nih.gov/22055020/